# Ерин, Григорий Степанович
Григо́рий Степа́нович Е́рин (11 ноября 1918, Докукино — 27 августа 1995, Мухтолово) — советский государственный и партийный деятель. Создатель Мухтоловского краеведческого музея. Почётный гражданин посёлка Мухтолово. 

## Биография
Родился 11 ноября 1918 года в деревне Докукино Личадеевской волости Ардатовского уезда Нижегородской губрении в бедной крестьянской семье. Окончил мухтоловскую школу крестьянской молодёжи; затем в 1937 году — Ардатовский сельскохозяйственный техникум. С 1937 по 1939 годы работал преподавателем и заведующим учебной частью в районной колхозной школе в городе Кологриве Костромской области. В 1939 году был призван в ряды Красной армии. В 1939—1940 годах принимал участие в Советско-финляндской войне. В ноябре 1940 года вступил в ВКП (б). С 1941 года принимал участие в Великой отечественной войне. В 1942 году был политруком стрелковой роты, был тяжело ранен, после чего демобилизован.
После демобилизации работал заведующим сельским клубом в деревне Докукино и счетоводом колхоза «Искра Ленина». В 1944 году был избран секретарём Мухтоловского сельского совета. В 1949 году окончил Горьковскую партийную школу. С 1950 по 1954 годы был вторым секретарём Мухтоловского районного комитета партии. В 1953 году окончил заочно Горьковский педагогический институт. С 1954 по 1956 годы — председатель Мухтоловского райисполкома. С 1956 по 1957 годы — заведующий организационным отделом Арзамасского областного исполнительного комитета. С 1957 по 1959 годы — председатель Большеболдинского райисполкома. В 1959 году переехал в рабочий посёлок Мухтолово Ардатовского района Нижегородской области. С 1959 по 1973 годы — директор Мухтоловской восьмилетней, а с 1973 по 1978 годы — средней школы. В 1978 году вышел на пенсию, но продолжал работать в той же школе учителем истории.
В 1987 году создал Мухтоловский краеведческий музей при поселковом совете. В том же году Григорию Степановичу было присвоено звание почётного гражданина Мухтолова. В 1999 году музей был перенесён в здание школы. Автор многочисленных публикаций в местной прессе. Скончался 27 августа 1995 года, похоронен в Мухтолове.

## Награды
Григорий Степанович Ерин был награждён несколькими государственными наградами:
- Орден Отечественной войны 2-й степени (6 августа 1946)
- Орден Отечественной войны 1-й степени (6 апреля 1985)